# Opoboa vitrea
Opoboa vitrea är en fjärilsart som beskrevs av Aurivillius 1910. Opoboa vitrea ingår i släktet Opoboa och familjen tofsspinnare. Inga underarter finns listade i Catalogue of Life.